# In the Clamor and the Clangor
In the clamor and the clangor es el 76to episodio de la serie de televisión norteamericana Gilmore Girls.

## Resumen del episodio
Cuando Gil consigue una oportunidad para que la banda toque en el club CBCG's, pero a la una de la madrugada, Lane debe escaparse de su casa para lograrlo; cuando un residente de Stars Hollow fallece y en su honor se coloca unas campanas que suenan todos los días, pero que son muy ruidosas, Lorelai y Luke deciden ir y desactivarlas. Rory se molesta cuando sospecha que William, el muchacho al que le ofreció para tomar un café juntos, ha estado regando la noticia que ella lo perseguía para conseguir una cita; aunque ella queda avergonzada cuando descubre que él no hablaba de ella sino de otra chica. Lorelai se sorprende cuando Luke le cuenta que ha adquirido un apartamento con Nicole y le responde que en realidad ella no quiere que se mude; más tarde, ella descubre en el apartamento de Luke que las cosas están en orden, y que él solamente acude algunas veces a la otra casa. Finalmente, cuando el concierto de la banda de Lane es cancelado, ella va donde Rory, pero luego regresa a casa para confesarle a su madre qué es lo que quiere en la vida. La Sra. Kim no está a gusto con eso y le dice a su hija que si no quiere seguir sus reglas puede irse a vivir a otro lado.

## Curiosidades
- Después de hablar con William en la cafetería, Rory olvida su bandeja y no la vuelve a coger cuando se retira.

- Datos: Q2881329